# Ben and Holly's Little Kingdom
Ben and Holly's Little Kingdom (conhecida no Brasil e em Portugal como O Pequeno Reino de Ben e Holly)  é uma série de desenho animado britânico exibida no canal de TV a cabo Nickelodeon destinada a crianças de 3 a 5 anos de idade, é na verdade um spin-off de Peppa Pig.

## Personagens
- Prefeito (Sr. Strawberry): é um personagem baseado em Boris Johnson.[2] Ele é o pai de Strawberry e marido da veterinária, a Srs. Strawberry. Ele não gosta de "gente grande" porque sempre pisam em fadas e duendes.

## Recepção
A Common Sense Media deu ao programa uma nota 4 de 5, chamando-o de "charmoso" e dizendo que promovia amizade e perseverança. O Toy Insider também deu uma crítica positiva ao programa, dizendo que é divertido e que ensina valores positivos.

### Prêmios e Indicações
| Ano  | Prêmio                   | Categoria                           | Resultado | Ref.  |
| ---- | ------------------------ | ----------------------------------- | --------- | ----- |
| 2009 | BAFTA Awards             | Melhor Série Infantil (Pré-Escolar) | Venceu    | [ 5 ] |
| 2012 | British Animation Awards | Melhor Série Infantil (Pré-Escolar) | Venceu    | [ 6 ] |